# Dankerode (Rotenburg an der Fulda)
Dankerode ist ein Stadtteil von Rotenburg an der Fulda im osthessischen Landkreis Hersfeld-Rotenburg. Der Ort liegt im Stölzinger Gebirge am Oberlauf des Haselbachs einige Kilometer nördlich von Rotenburg an der Fulda. Durch das Dorf führt die Landesstraße 3226.

## Geschichte

### Ortsgeschichte
Die älteste bekannte schriftliche Erwähnung von Dankerode erfolgte unter dem Namen Dankinrot im Jahr 1142.
Die Endung des Ortsnamens -rode lässt auf eine Rodungssiedlung schließen.
Zum 1. August 1972 wurde die bis dahin selbständige Gemeinde Dankerode im Zuge der Gebietsreform in Hessen kraft Landesgesetz in die Stadt Rotenburg an der Fulda eingegliedert. Für Dankerode, wie für die übrigen Stadtteile von Rotenburg an der Fulda, wurde ein Ortsbezirk eingerichtet.

### Verwaltungsgeschichte im Überblick
Die folgende Liste zeigt die Staaten und Verwaltungsorgan, denen Dankerode angehört(e):
- vor 1567: Heiliges Römisches Reich, Landgrafschaft Hessen, Amt Rotenburg
- ab 1567: Heiliges Römisches Reich, Landgrafschaft Hessen-Kassel, Amt Rotenburg
  - 1627–1834: Landgrafschaft Hessen-Rotenburg (sogenannte Rotenburger Quart), teilsouveränes Fürstentum unter reichsrechtlicher Oberhoheit der Landgrafschaft Hessen-Kassel bzw. des Kurfürstentums Hessen
- ab 1806: Landgrafschaft Hessen-Kassel, Amt Rotenburg
- 1807–1813: Königreich Westphalen, Departement der Werra, Distrikt Hersfeld, Kanton Bebra
- ab 1815: Kurfürstentum Hessen, Niederhessen, Amt Rotenburg[7]
- ab 1821: Kurfürstentum Hessen, Provinz Niederhessen, Kreis Rotenburg[8][Anm. 2]
- ab 1848: Kurfürstentum Hessen, Bezirk Hersfeld
- ab 1851: Kurfürstentum Hessen, Provinz Niederhessen, Kreis Rotenburg
- ab 1867: Königreich Preußen, Provinz Hessen-Nassau, Regierungsbezirk Kassel, Kreis Rotenburg
- ab 1871: Deutsches Reich,  Königreich Preußen, Provinz Hessen-Nassau, Regierungsbezirk Kassel, Kreis Rotenburg
- ab 1918: Deutsches Reich, Freistaat Preußen, Provinz Hessen-Nassau, Regierungsbezirk Kassel, Kreis Rotenburg
- ab 1944: Deutsches Reich, Freistaat Preußen, Provinz Kurhessen, Landkreis Rotenburg
- ab 1946: Amerikanische Besatzungszone, Land Hessen, Regierungsbezirk Kassel, Landkreis Rotenburg
- ab 1949: Bundesrepublik Deutschland, Land Hessen, Regierungsbezirk Kassel, Landkreis Rotenburg
- ab 1972: Bundesrepublik Deutschland, Land Hessen, Regierungsbezirk Kassel, Landkreis Hersfeld-Rotenburg, Stadt Rotenburg an der Fulda[Anm. 3]

### Bevölkerung
Einwohnerstruktur 2011
Nach den Erhebungen des Zensus 2011 lebten am Stichtag dem 9. Mai 2011 in Dankerode 93 Einwohner. Darunter waren keine Ausländer.
Nach dem Lebensalter waren 9 Einwohner unter 18 Jahren, 36 zwischen 18 und 49, 24 zwischen 50 und 64 und 24 Einwohner waren älter. Die Einwohner lebten in 39 Haushalten. Davon waren 9 Singlehaushalte, 13 Paare ohne Kinder und 12 Paare mit Kindern, sowie 6 Alleinerziehende und keine Wohngemeinschaften. In 6 Haushalten lebten ausschließlich Senioren und in 18 Haushaltungen leben keine Senioren.
Einwohnerentwicklung
| Dankerode: Einwohnerzahlen von 1834 bis 2011 | Dankerode: Einwohnerzahlen von 1834 bis 2011 | Dankerode: Einwohnerzahlen von 1834 bis 2011 | Dankerode: Einwohnerzahlen von 1834 bis 2011 | Dankerode: Einwohnerzahlen von 1834 bis 2011 |
| --- | -------------------------------------------- | -------------------------------------------- | -------------------------------------------- | -------------------------------------------- |
| Jahr |                                              |                                              |                                              | Einwohner                                    |
| 1834 | 1834                                         |                                              | 241                                          | 241                                          |
| 1840 | 1840                                         |                                              | 251                                          | 251                                          |
| 1846 | 1846                                         |                                              | 260                                          | 260                                          |
| 1852 | 1852                                         |                                              | 271                                          | 271                                          |
| 1858 | 1858                                         |                                              | 210                                          | 210                                          |
| 1864 | 1864                                         |                                              | 234                                          | 234                                          |
| 1871 | 1871                                         |                                              | 206                                          | 206                                          |
| 1875 | 1875                                         |                                              | 194                                          | 194                                          |
| 1885 | 1885                                         |                                              | 171                                          | 171                                          |
| 1895 | 1895                                         |                                              | 168                                          | 168                                          |
| 1905 | 1905                                         |                                              | 152                                          | 152                                          |
| 1910 | 1910                                         |                                              | 155                                          | 155                                          |
| 1925 | 1925                                         |                                              | 183                                          | 183                                          |
| 1939 | 1939                                         |                                              | 166                                          | 166                                          |
| 1946 | 1946                                         |                                              | 269                                          | 269                                          |
| 1950 | 1950                                         |                                              | 258                                          | 258                                          |
| 1956 | 1956                                         |                                              | 175                                          | 175                                          |
| 1961 | 1961                                         |                                              | 167                                          | 167                                          |
| 1967 | 1967                                         |                                              | 163                                          | 163                                          |
| 1970 | 1970                                         |                                              | 171                                          | 171                                          |
| 1980 | 1980                                         |                                              | ?                                            | ?                                            |
| 1990 | 1990                                         |                                              | ?                                            | ?                                            |
| 2001 | 2001                                         |                                              | 119                                          | 119                                          |
| 2011 | 2011                                         |                                              | 93                                           | 93                                           |
| Datenquelle: Historisches Gemeindeverzeichnis für Hessen: Die Bevölkerung der Gemeinden 1834 bis 1967. Wiesbaden: Hessisches Statistisches Landesamt, 1968. Weitere Quellen: LAGIS; Zensus 2011 |                                              |                                              |                                              |                                              |

## Religion
Dankerode gehört zum evangelischen Kirchspiel Schwarzenhasel.
Historische Religionszugehörigkeit
| • 1885: | 171 evangelische (= 100 %) Einwohner                                |
| • 1961: | 163 evangelische (= 97,60 %), drei katholische (= 1,80 %) Einwohner |

## Politik
Für den Stadtteil Dankerode besteht ein Ortsbezirk mit Ortsbeirat und Ortsvorsteher nach der Hessischen Gemeindeordnung. Er umfasst das Gebiet der ehemaligen Gemeinde Dankerode.
Der Ortsbeirat besteht aus fünf Mitgliedern. Bei den Kommunalwahlen in Hessen 2021 betrug die Wahlbeteiligung zum Ortsbeirat 61,04 %. Alle Kandidaten gehörten der „Freien Wählergemeinschaft Dankerode“ an. Der Ortsbeirat wählte Ralf Wassermann zum Ortsvorsteher.

## Wirtschaft
- Seit 1962 wurden auf Gut Dankerode Trakehner gezüchtet und seit 1990 befindet sich dort ein Friesengestüt mit Reiter- und Ferienhof.

## Kulturdenkmäler
Für die unter Denkmalschutz stehenden Kulturdenkmale des Ortes siehe die Liste der Kulturdenkmäler in Dankerode.

## Persönlichkeiten
- Conrad Schade (1852–1886), Tischler, Kaufmann und Unternehmer